# Tytroca margarita
Tytroca margarita är en fjärilsart som beskrevs av Powell och Charles E. Rungs 1943. Tytroca margarita ingår i släktet Tytroca och familjen nattflyn. Inga underarter finns listade i Catalogue of Life.